# Йотуни, Мария
Мария Йотуни, настоящая фамилия Хаггрен (фин. Maria Jotuni; 9 апреля 1880, Куопио — 30 сентября 1943, Хельсинки) — финская писательница и драматург.

## Биография и творчество
Мария Йотуни родилась в 1880 году в Куопио. С ранних лет она интересовалась литературой. В 1900 году Мария поступила в Императорский Александровский университет, где сблизилась с членами ассоциации студентов провинции Саво-Карьяла, в том числе будущими писателями Вильо Таркиайненом (за которого впоследствии вышла замуж) и Отто Манниненом, а также Эдвардом Гюллингом. В эти годы она много читала, в том числе произведения Гамсуна, Стриндберга и Мопассана. Учёбу, однако, Мария не закончила, и в 1906 году бросила университет.
Свои первые пьесы Йотуни написала ещё в студенческие годы. В 1905 году был издан сборник её рассказов «Suhteita» («Отношения»). За ним последовала повесть «Arkielämää» («Будничная жизнь»). Начиная с 1910-х годов Мария Йотуни обратилась к драматургии. Её первая пьеса, «Vanha koti» («Старый дом»), была поставлена в Финском национальном театре, но успеха не имела. Следующая пьеса, социально-бытовая комедия «Miehen kylkiluu» («Ребро мужчины»), пользовалась популярностью и впоследствии по ней был снят фильм. Помимо неё, Йотуни написала ещё четыре комедии («Верховный жрец», «Золотой телец», «Под каблучком жены» и «Курдский принц»), а также две трагедии: «Я виновен» (на библейский сюжет) и «Клаус, господин Лоухикко», основанную на народной балладе. Обе они были поставлены Финским национальным театром в Хельсинки. Для пьес Марии Йотуни характерны сочетание комического с трагическим и глубокая разработка психологии персонажей. Большое влияние на её творчество оказала драматургия Генрика Ибсена, Алексиса Киви и Минны Кант.
Помимо пьес, Мария Йотуни также опубликовала несколько сборников рассказов, в том числе «Любовь» (1907) и «Когда есть чувства» (1913), в которых создала портреты различных социальных групп города и сельской местности. В 1963 году был издан роман «Шатающийся дом», в котором рассматриваются проблемы любви и брака. Центральной темой многих произведений писательницы является жизнь женщины и её статус в обществе. Творчеству Йотуни присущ чёрный юмор; она не боялась поднимать запретные темы, что часто навлекало на неё критику моралистов.
Мария Йотуни умерла в 1943 году в Хельсинки.